# Carlo Rampini
Carlo Rampini (Candia Lomellina, 25 ottobre 1891 – Vercelli, 28 marzo 1968) è stato un calciatore italiano, di ruolo attaccante.
Era indicato come Rampini I per distinguerlo dal fratello Alessandro, anch'egli calciatore. Nativo certamente di Candia Lomellina, dal cui Comune è stato estratto l'atto di nascita.

## Carriera

### Club
Dotato di un tiro a quei tempi descritto come formidabile, vinse cinque scudetti con la maglia della Pro Vercelli tra il 1908 e il 1913. Di statura minuta, ancorché di costituzione robusta, nel corso della carriera gli fu comminata una squalifica per professionismo a causa dei sigari che il presidente del club Luigi Bozino gli regalava per ogni gol realizzato e che lui, in un secondo momento, rivendeva per aiutare i compagni in difficoltà finanziarie, tra cui il compagno di squadra Carlo Corna, cui servivano soldi per comprare le medicine al fratello.
Nel dicembre 1913 accettò per necessità economiche una proposta di lavoro in Brasile e lasciò il club piemontese. Nel 1915, a 24 anni, lasciò definitivamente il calcio per occuparsi dell'azienda agricola di famiglia.

### Nazionale
Esordì con la maglia della Nazionale italiana il 6 gennaio 1911 nell'amichevole disputata all'Arena Civica di Milano contro l'Ungheria (0-1), la terza partita in assoluto disputata dalla selezione italiana e la prima in cui venne utilizzata la maglia azzurra. Segnò il primo gol nella successiva amichevole, giocata il 9 aprile dello stesso anno a Parigi contro la Francia (2-2).
Il 17 marzo 1912, in un'altra amichevole contro la selezione francese - disputata questa volta a Torino - divenne il primo calciatore a realizzare una doppietta con la maglia della Nazionale, e venne selezionato come riserva nella Nazionale che partecipò alle Olimpiadi 1912 di Stoccolma, e, in quanto tale, non partì mai per la Svezia. Nell'amichevole contro il Belgio disputata a Torino il 1º maggio 1913, sua ultima presenza in Nazionale, era uno dei 9 giocatori della Pro Vercelli che difesero i colori azzurri.
In maglia azzurra disputò complessivamente 8 partite, realizzando 3 reti; nel racconto di Vittorio Pozzo si distinse in ognuna di esse in maniera particolare.

## Statistiche

### Cronologia presenze e reti in Nazionale
| Cronologia completa delle presenze e delle reti in nazionale ― Italia | Cronologia completa delle presenze e delle reti in nazionale ― Italia | Cronologia completa delle presenze e delle reti in nazionale ― Italia | Cronologia completa delle presenze e delle reti in nazionale ― Italia | Cronologia completa delle presenze e delle reti in nazionale ― Italia | Cronologia completa delle presenze e delle reti in nazionale ― Italia | Cronologia completa delle presenze e delle reti in nazionale ― Italia | Cronologia completa delle presenze e delle reti in nazionale ― Italia |
| Data                                                                  | Città                                                                 | In casa                                                               | Risultato                                                             | Ospiti                                                                | Competizione                                                          | Reti                                                                  | Note                                                                  |
| --------------------------------------------------------------------- | --------------------------------------------------------------------- | --------------------------------------------------------------------- | --------------------------------------------------------------------- | --------------------------------------------------------------------- | --------------------------------------------------------------------- | --------------------------------------------------------------------- | --------------------------------------------------------------------- |
| 06/01/1911                                                            | Milano                                                                | Italia                                                                | 0 – 1                                                                 | Ungheria                                                              | Amichevole                                                            | -                                                                     |                                                                       |
| 09/04/1911                                                            | Saint-Ouen                                                            | Francia                                                               | 2 – 2                                                                 | Italia                                                                | Amichevole                                                            | 1                                                                     |                                                                       |
| 07/05/1911                                                            | Milano                                                                | Italia                                                                | 2 – 2                                                                 | Svizzera                                                              | Amichevole                                                            | -                                                                     |                                                                       |
| 21/05/1911                                                            | La Chaux-de-Fonds                                                     | Svizzera                                                              | 3 – 0                                                                 | Italia                                                                | Amichevole                                                            | -                                                                     |                                                                       |
| 17/03/1912                                                            | Torino                                                                | Italia                                                                | 3 – 4                                                                 | Francia                                                               | Amichevole                                                            | 2                                                                     |                                                                       |
| 22/12/1912                                                            | Genova                                                                | Italia                                                                | 1 – 3                                                                 | Austria                                                               | Amichevole                                                            | -                                                                     |                                                                       |
| 12/01/1913                                                            | Saint-Ouen                                                            | Francia                                                               | 1 – 0                                                                 | Italia                                                                | Amichevole                                                            | -                                                                     |                                                                       |
| 01/05/1913                                                            | Torino                                                                | Italia                                                                | 1 – 0                                                                 | Belgio                                                                | Amichevole                                                            | -                                                                     |                                                                       |
| Totale                                                                |                                                                       | Presenze                                                              | 8                                                                     |                                                                       | Reti                                                                  | 3                                                                     |                                                                       |

## Palmarès
- Campionato italiano: 5

Pro Vercelli: 1908, 1909, 1910-1911, 1911-1912, 1912-1913

### Individuali
- Capocannoniere campionato italiano di calcio: 1

1911-1912